# Hamilton Bohannon
Hamilton Bohannon, známý též jen jako Bohannon (7. března 1942 Newnan – 24. dubna 2020), byl americký perkusionista. V jedné z jeho prvních kapel s ním hrál kytarista Jimi Hendrix. Později krátce pracoval jako učitel, ale již roku 1964 byl najat jako člen kapely tehdy třináctiletého Stevieho Wondera. Roku 1967 se usadil v Detroitu, kde začal pracovat pro vydavatelství Motown. Později se usadil v Los Angeles a roku 1972 podepsal smlouvu s vydavatelstvím Dakar Records. Již toho roku vydal své první album s názvem Stop & Go. Později vydal řadu dalších alb. V roce 1983 se odmlčel z vystupování. V roce 2014 odehrál svůj první koncert po více než třiceti letech.